# Ren fotografi

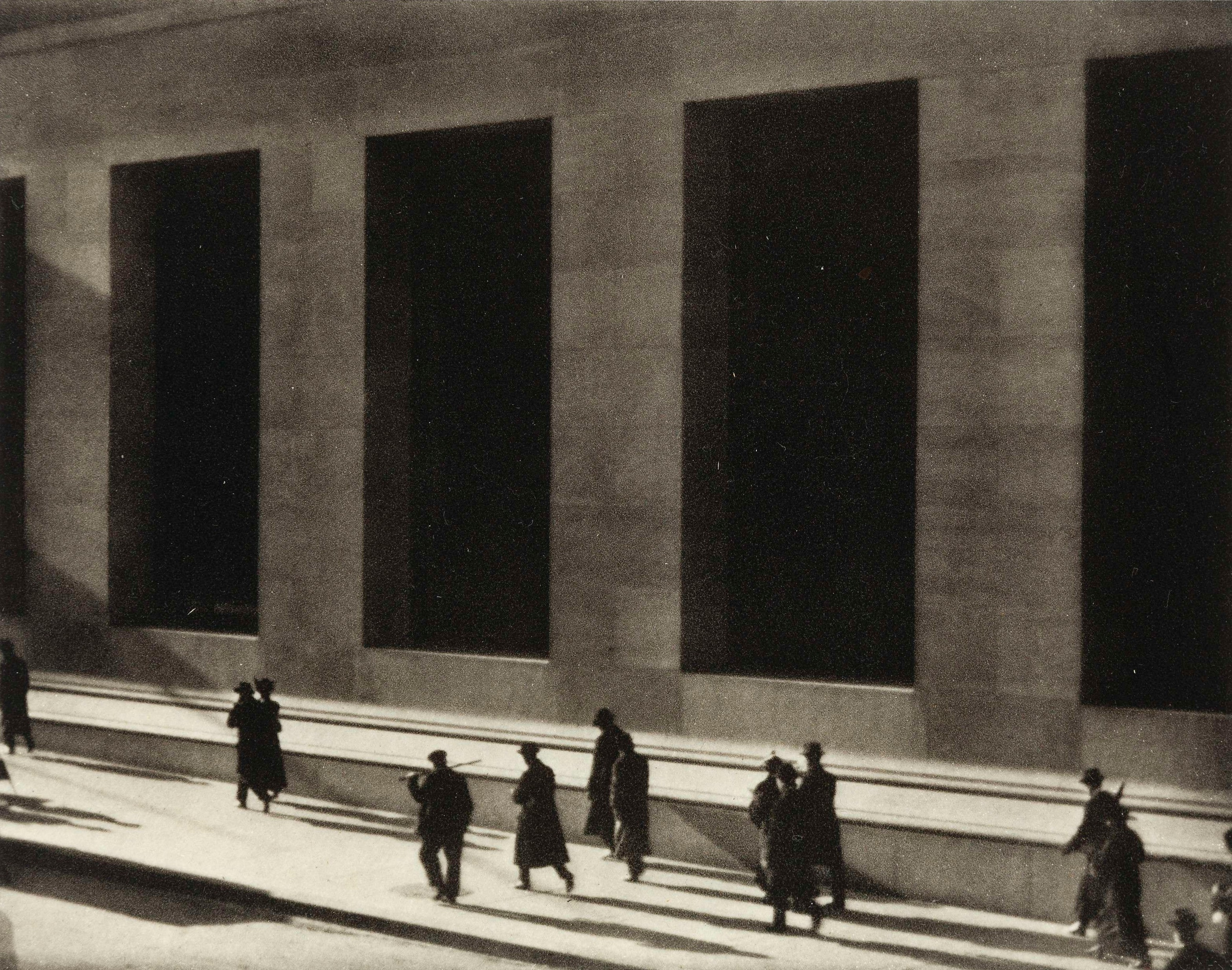
Wall street, foto från 1915 av Paul Strand.

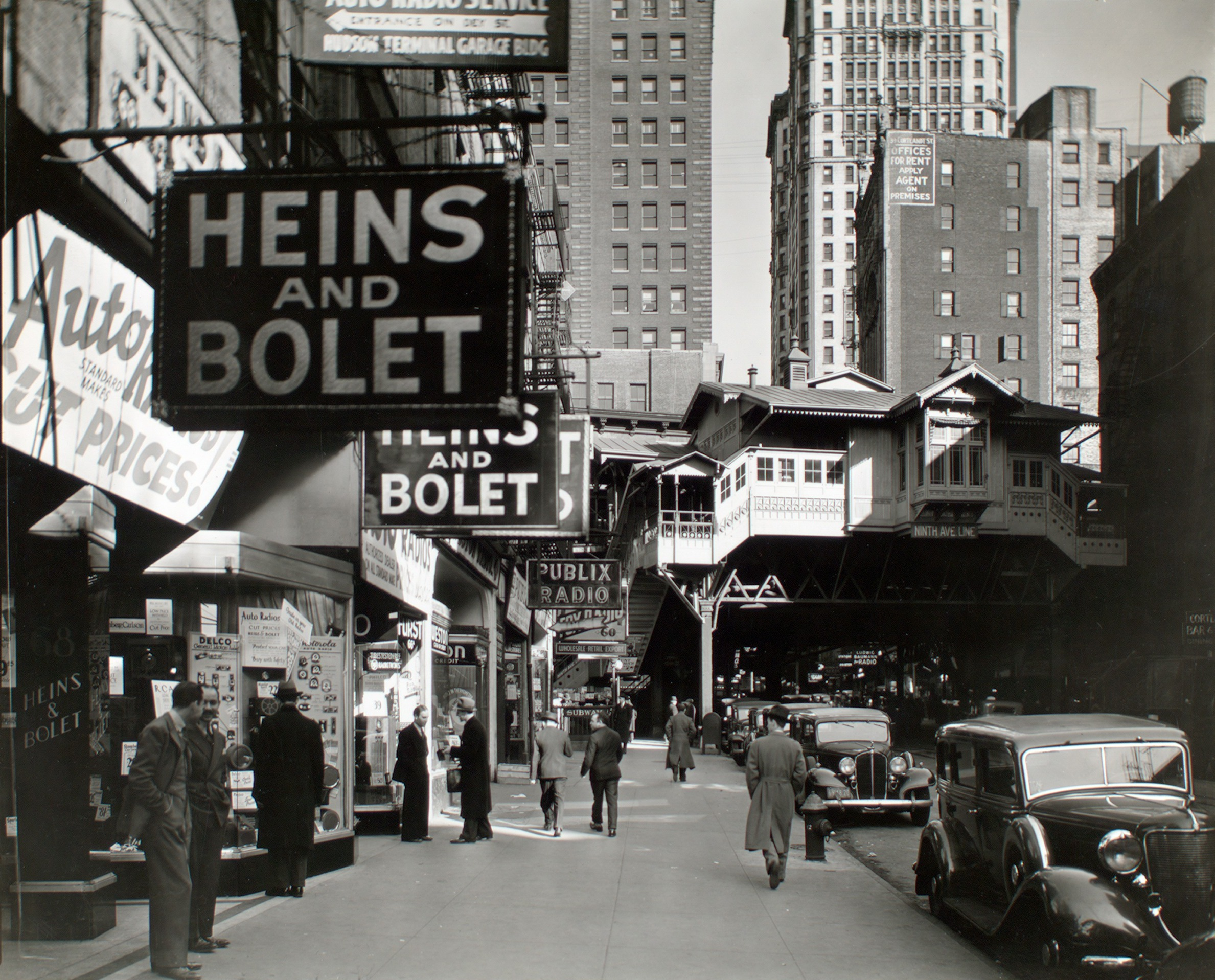
Radio Row, Cortlandt Street, Manhattan från 1936 av Berenice Abbott.

Ren fotografi eller straight photography syftar på fotografi som försöker skildra en scen eller ett motiv i skarpt fokus och detalj, i enlighet med de egenskaper som skiljer fotografi från andra visuella medier, särskilt målarkonsten. Termen myntades 1904 av den amerikanska kritikern Sadakichi Hartmann i tidskriften Camera Work, och främjades senare av tidskriftens redaktör Alfred Stieglitz, som en mer renodlad form av fotografi i kontrast till den vid tiden populära piktorialismen. Straight photography har i sin ambition att skildra verkligheten och vända sig bort från piktoralismens mer poetiska ambitioner, kopplingar till den europeiska nysakliga fotografiska rörelsen Neues Sehen, främst förknippad med Bauhaus. När straight photography väl blev populariserat av Stieglitz och andra fotografer, som Paul Strand, kom denna stil att bli ett kännetecken för flera västerländska fotografer, som Edward Weston, Dorothea Lange, Berenice Abbott, Walker Evans, Ansel Adams och många andra.
Som en reaktion på pictorialismen bildades Group f/64 i början av 1930-talet och var aktiv några år. En av medlemmarna var Ansel Adams, känd för sina valörrika naturfotografier med extrem skärpa. Han var aktiv skribent i artiklar och böcker där han skrev om den rena fotografin. Han skapade en metod, zonsystemet, för att rätt exponera bilderna efter att ha ”pre-visualiserat” bilden.
Även om termen ibland tolkades som avsaknad av manipulation använde fotograferna i själva verket många vanliga mörkrumstekniker för att förändra utseendet på sina bilder. Termen kom snarare att definiera en specifik estetik inom dokumentärtraditionen som kännetecknas av hög kontrast och rik tonalitet, skarpt fokus, motvilja mot beskärning och en modernisminspirerad betoning på underliggande abstrakta geometriska strukturer hos motiven.
Tonvikten på skarpa och detaljerade silverprintar dominerade fotografiet fram till 1970-talet. 